# George Leonard Staunton

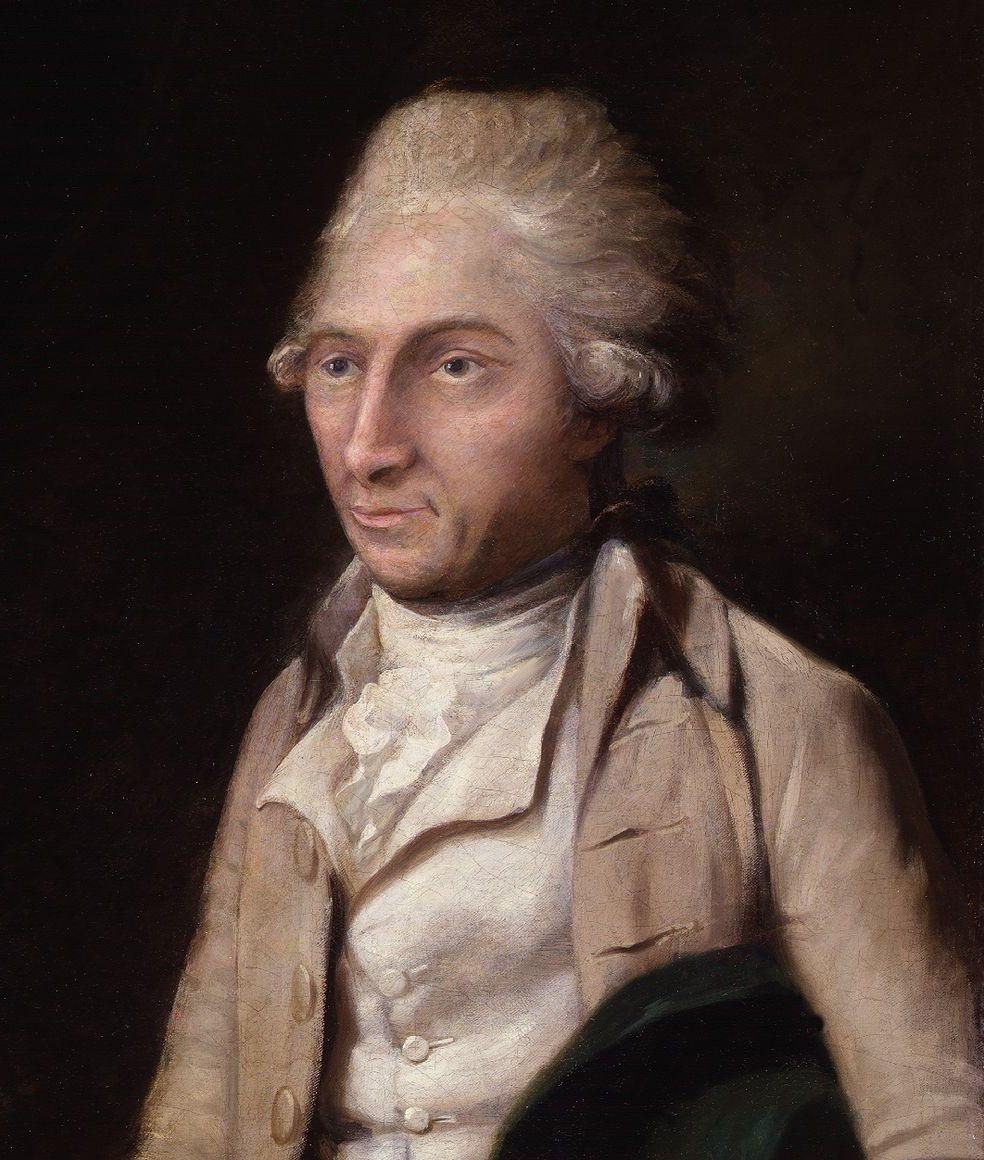
George Leonard Staunton, Lemuel Francis Abbott, circa 1785

George Leonard Staunton  ( 10 de abril  de 1737 – 14 de janeiro de 1801 ) foi um botânico britânico.